# Kaszab Poliklinika
A Kaszab Aladár és Józsa Poliklinika, közkeletű rövidített nevén Kaszab Poliklinika egy Budapest XIII. kerületében fekvő egészségügyi intézmény volt.

## Története
A kórház építtetője Kaszab Aladár (1868–1929) zsidó származású csavargyáros volt, aki több évtized aktív iparszervezői élet után döntött úgy, hogy jótékonysági célból kórházat építtet.
A mai Vágány utca 2. szám alatti telken, a Pesti Izraelita Hitközség Szabolcs Utcai Kórháza (később: Országos Gyógyintézeti Központ) mellett 1923–1924-ben épült fel, és 1925 májusában nyílt meg az épület a Pesti Izraelita Hitközség orvosi rendelőintézeteként. A terveket a korszak neves neves zsidó építészpárosa, Román Miklós és Román Ernő készítette. Az épület különlegessége, hogy art déco stílusban épült fel. Eredeti díszei azonban napjainkban már a bejárati oszlopok kivételével nem láthatók, az épületet teljesen átalakították.
Az intézmény nem csupán az ambulanciaként működött, hanem a fiatal zsidó orvosok gyakorlati kiképzésének céljait is szolgálta. Nem sokkal megnyitása után, 1929-ben, a Magyar zsidó lexikon adatai szerint már mintegy 120 orvos, szigorló orvos, illetve medikus végezte itt tanulmányait. Szervezetileg a Pesti Izraelita Hitközség kórházához tartozott, első igazgatója Alapy Henrik volt.
1968-ban homlokzatára Felletár Emil (1834–1917) neves magyar toxikológusról emléktáblát helyeztek el.
Az épületben napjainkban a Nemzeti Szakértői és Kutató Központ Országos Toxikológiai Szakértői Intézet működik.

## Képtár

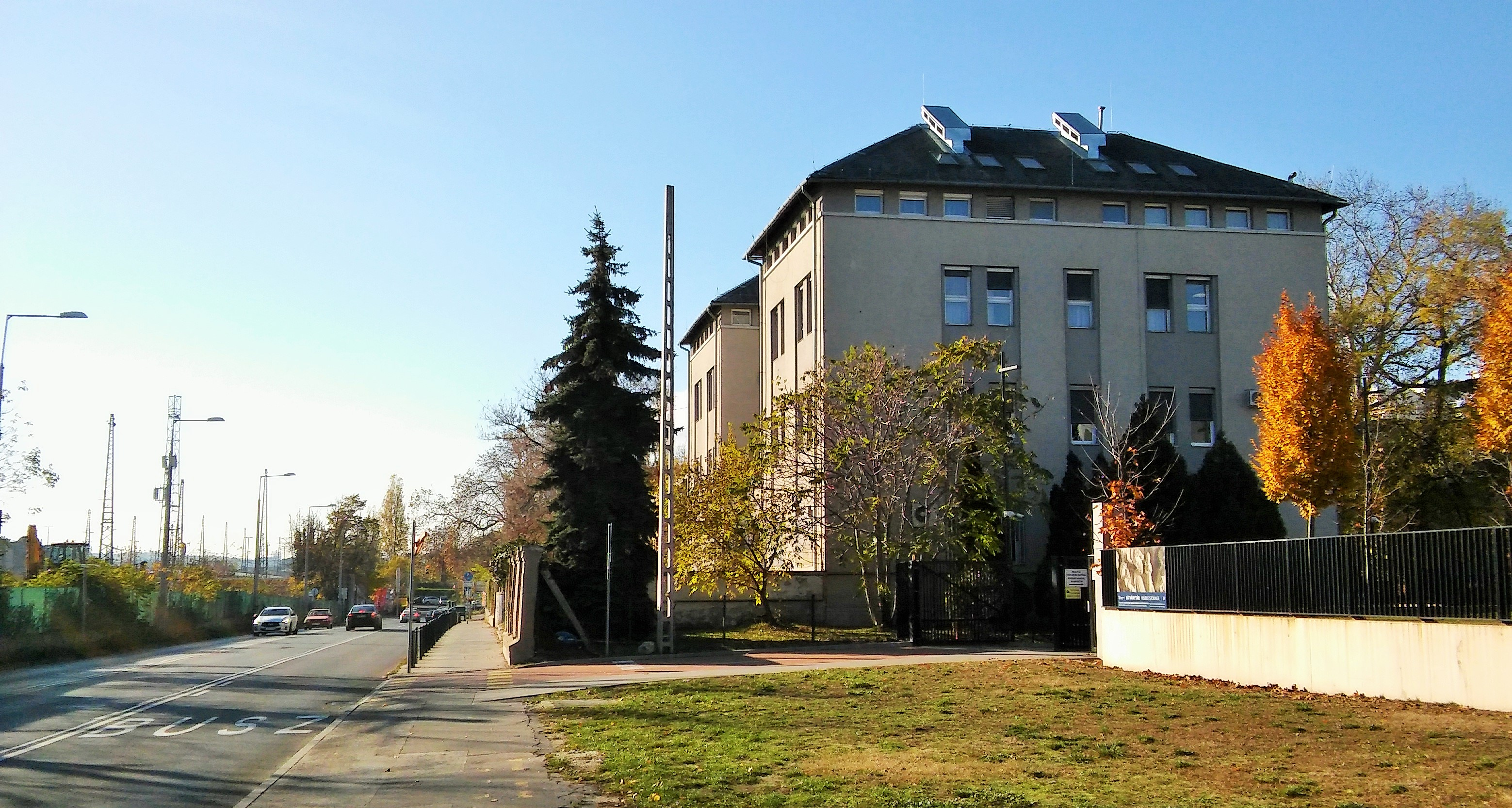
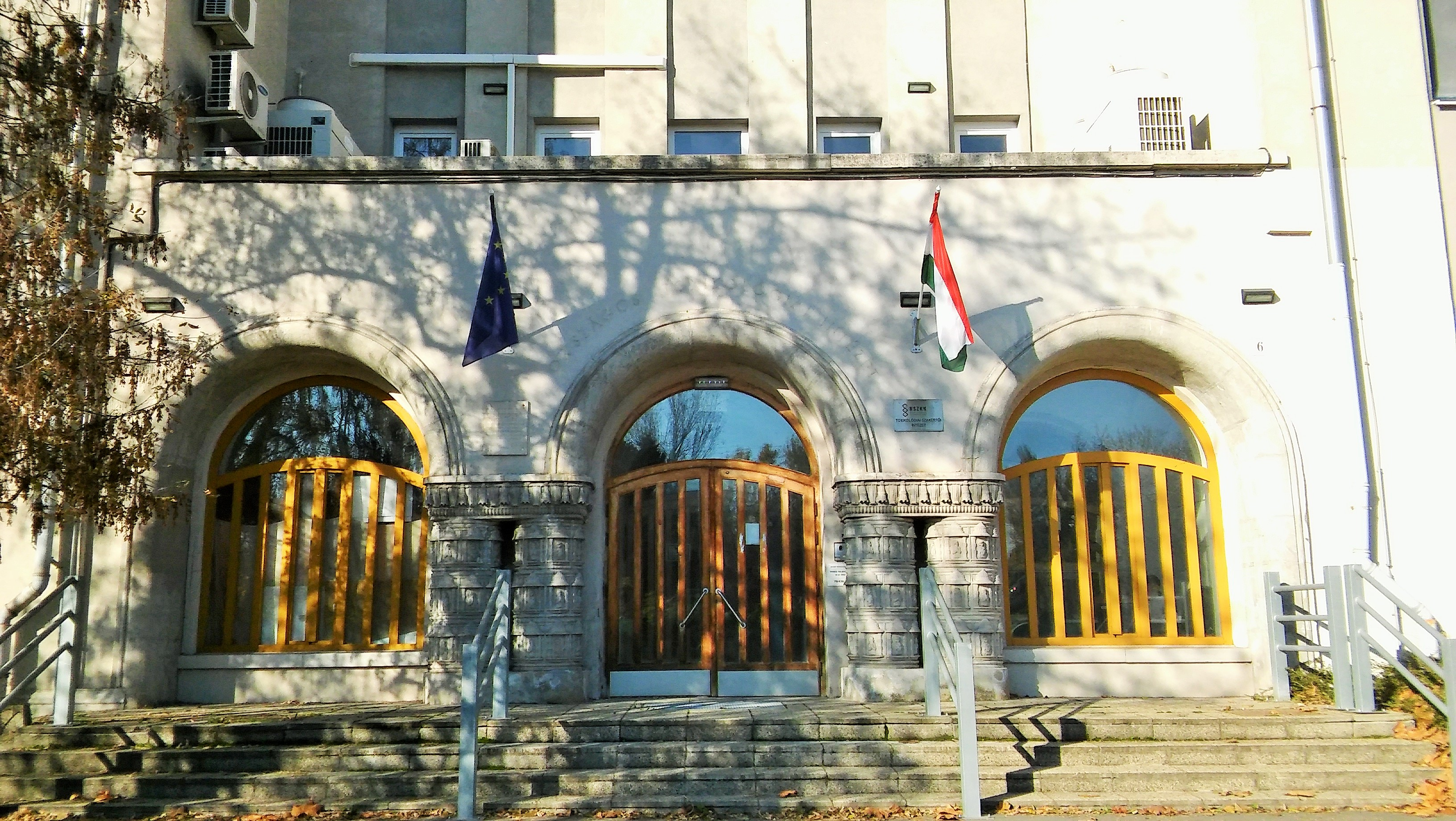
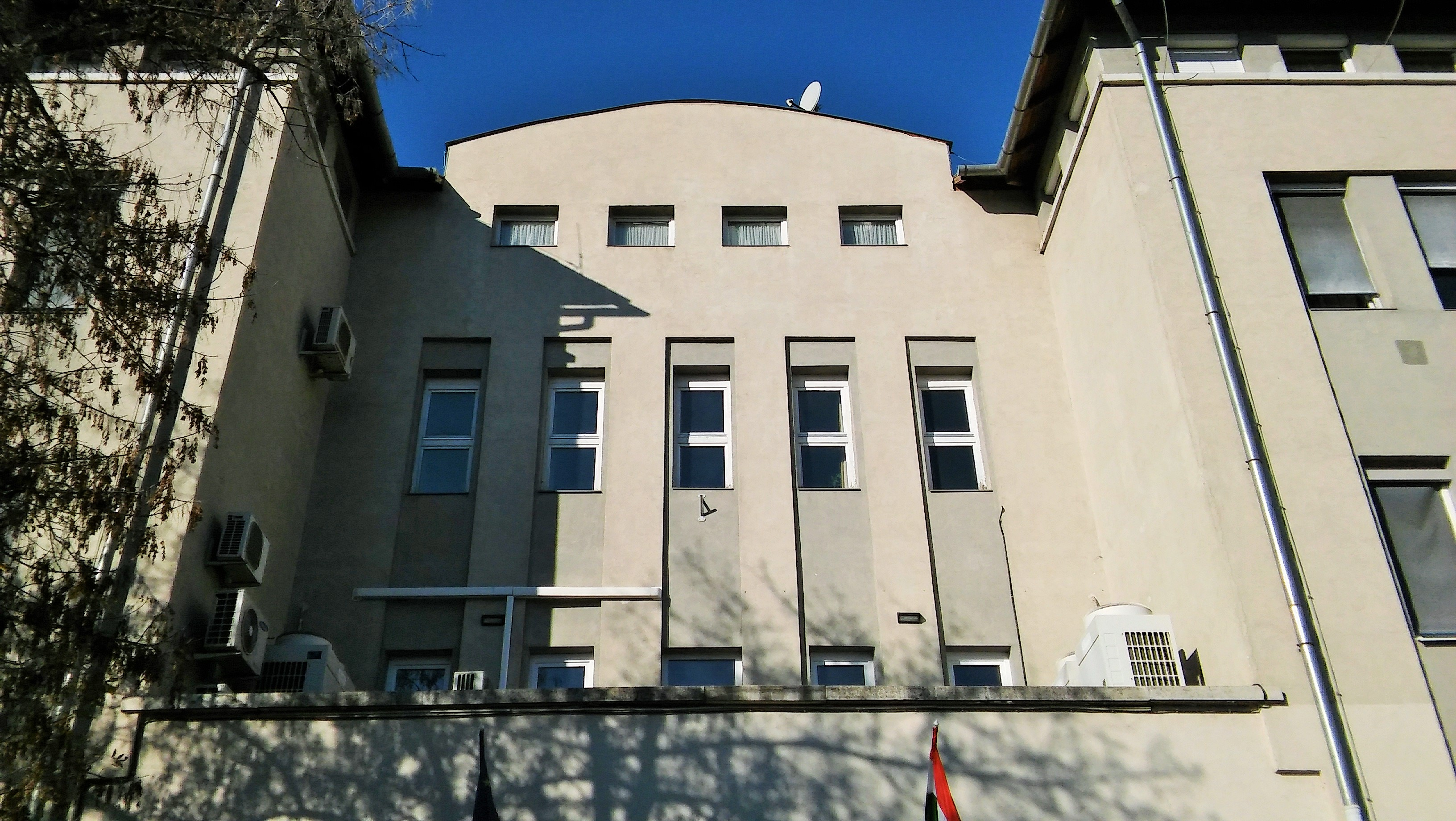
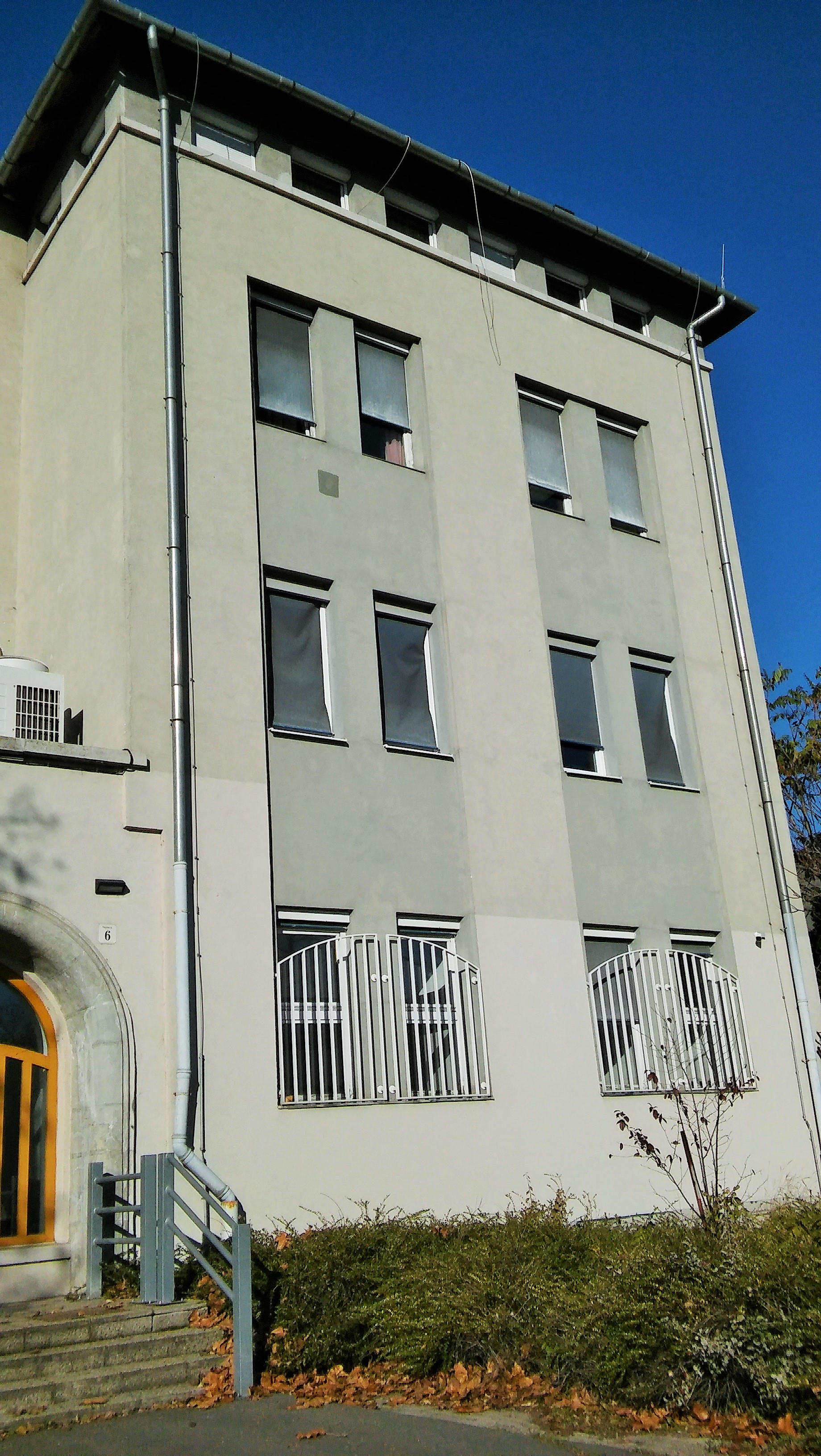
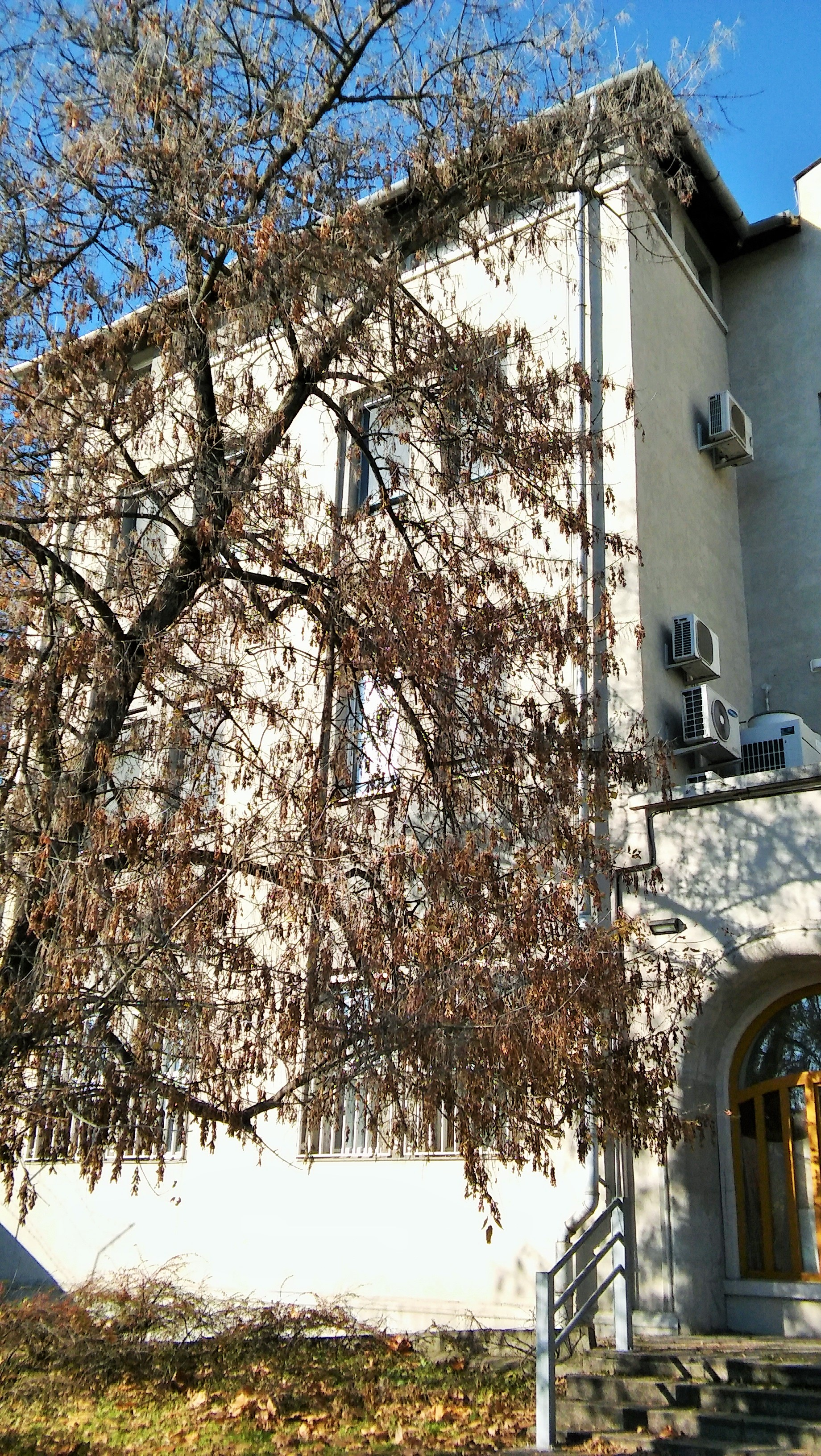
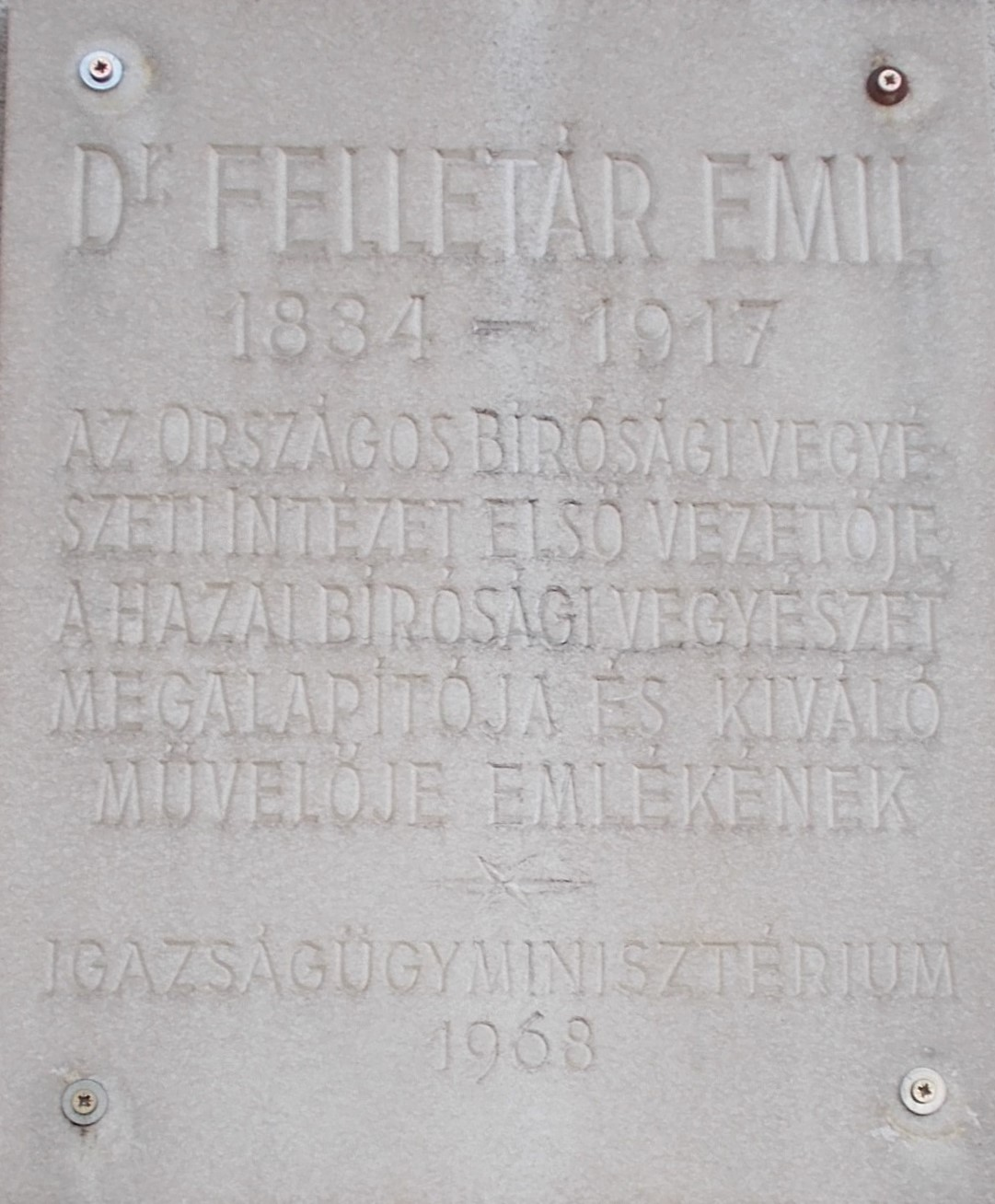

## Egyéb irodalom, külső hivatkozás
- Bolla Zoltán: A magyar art deco építészet I–II., Ariton Kft., Budapest, 2016–2017, ISBN 9789631266917 és ISBN 9789631297454
- A Vágány utca ikonikus épületéről, és múltjáról (multmento.blogspot.com, 2020. máj. 23.)